# Lars Benzelstierna (äventyrare)
Lars Benzelstierna, född den 25 april 1759, död 24 december 1808 i Överenhörna socken i Södermanland, var en svensk sjöofficer och politisk äventyrare.

## Biografi
Lars Benzelstierna var son till direktören Albrecht Benzelstierna och Johanna Timan, samt sonson till Erik Benzelius den yngre.
Benzelstierna studerade vid Lunds universitet och gjorde där, hos sin farbror Carl Jesper Benzelius, bekantskap med en ung friherre Gustaf d'Albedyhll. Sedan Benzelstierna lämnat universitetet tjänade han några år på en kofferdifarare och ingick 1786 som fänrik vid amiralitetet.  

### Attentatsplan mot ryska fartyg
Under ett tillfälligt besök i Köpenhamn 1789 gjorde Benzelstierna upp en plan att bränna upp den den ryska flottilj som låg infrusen utanför den danska huvudstaden. Han lät general Toll ta del av förslaget. Kung Gustav III förklarade rent ut för Toll att man borde ta risken, då det gällde en sådan vinst som att kunna förstöra både ryska och danska flottorna, "ty den [danska flottan] stryker väl med på köpet".
Kungen skaffade Benzelstjerna pengar till att köpa in en kutter av en irländsk skeppare vid namn O’Brien, som låg med sitt fartyg vid Köpenhamn. Meningen var att kuttern skulle fyllas med lättantändliga ämnen, förläggas bland de ryska skeppen i hamnen och därefter antändas. Några av de ryska officerarna skulle bjudas på middag ombord och drickas totalt redlösa.
O’Brien råkade dock röja sina förehavanden för en dansk affärsman den 28 februari 1789, strax före den överenskomna dagen. Irländaren blev häktad, men Benzelstjerna hölls gömd hemma hos D’Albedyhll, som var svensk minister vid danska hovet. I Köpenhamn blev det en häftig upphetsning som i första hand vände sig mot D’Albedyhll, och ryssarna försökte till och med storma ministerns hus. För att inte förorsaka sin beskyddare mer obehag överlämnade sig Benzelstjerna kort därefter åt de danska myndigheterna. Men då förbittringen mot D’Albedyhll ändå inte ville lägga sig fann ministern snart lämpligast att rädda livet genom att fara hem till Sverige.
Benzelstjerna blev dömd till döden (halshuggning, stegel och hjul). Den ryska kejsarinnan Katarina II förklarade dock att hon inte önskade blodsutgjutelse i denna sak. Högsta domstolen mildrade dödsdomen till livstids fängelse på Munkholmen vid Trondheim. Han benådades 1796, då danska regeringen önskade att stå väl hos den nye kungen av Sverige.
O’Brien och en annan medbrottsling dömdes till livstids fängelse. D’Albedyhll kom efter sin inblandning i Benzelstjernas olyckliga företag aldrig mer att bekläda något offentligt ämbete.
Efter hemkomsten till Sverige återinträdde Benzelstjerna i svenska flottan som sekundlöjtnant men fick avsked redan 1798 med löfte om en syssla i Lotsverket. Han avled på julafton 1808, enligt hans änka på grund av sjukdom han ådragit sig under fängelsetiden.